# Carlos Amarante García
Carlos Alberto Amarante García (Moca, República Dominicana, 22 de marzo de 1991) es un ingeniero civil y político dominicano.

## Biografía
Es hijo del ministro de Interior y Policía, Carlos Amarante Baret, y su esposa Miguelina Concepción García López. Es miembro del Partido de la Liberación Dominicana. En 2016 fue elegido diputado por la provincia Espaillat, cuando tome posesión será el diputado más joven de la legislatura dominicana. Es ingeniero civil de profesión, graduado en Estados Unidos.